# Usaramo
El Usaramo fue un buque de pasajeros alemán, al igual que sus gemelos, el nombre proviene de un lugar en las tierras altas centrales del África Oriental Alemana, en la actual Tanzania. Tenía una tripulación compuesta por 107 hombres y podía llevar a 264 pasajeros y estaba propulsado por turbina de vapor. Su número de construcción fue el 389 y su puerto de origen era el de Hamburgo. Sus buques gemelos eran el Ussukuma  de la misma empresa y el Wangoni de la naviera Woermann-Linie.

## Historial
Fue botado y puesto en servicio en 1920 en Hamburgo, en los astilleros de Blohm + Voss y entró en servicio con la Deutsche Ost-Afrika Linie al año siguiente. El 6 de agosto de 1936, a escasos 18 días después del inicio de la guerra civil española, el Usaramo llegó a Cádiz en una misión secreta, llevaba una carga de 16 aviones, incluido un Ju 87 A-0 (el prototipo V4) con número de serie 29-1 asignado al ala VJ/88, el ala experimental de la Legión Cóndor junto con 30 defensas antiaéreas cañones, munición, y todo tipo de suministros que se llevaron a toda prisa en tren a Sevilla.
En 1938, la autora Austriaca Franziska Tausig adquirió dos billetes en el Usaramo, un barco que supuestamente debía ser desguazado en Japón, pero que en dicha ruta, transportaba Judíos deportados a Shanghái.
En 1940, que fue requisado por la Kriegsmarine y, al parecer utilizado como un barco alojamiento, fue bombardeado y hundido en Burdeos, fue reflotado para en 1944 ser hundido nuevamente, esta vez, utilizado como bloqueo en el río Gironda.